# نيكي أوبنهايمر
نيكي أوبنهايمر (بالإنجليزية: Nicky Oppenheimer) هو شخصية أعمال ورئيس مجلس الإدارة جنوب أفريقي، ولد في 8 يونيو 1945 في جنوب أفريقيا.

## وصلات خارجية
- نيكي أوبنهايمر على موقع مونزينجر (الألمانية)
- نيكي أوبنهايمر على موقع إن إن دي بي (الإنجليزية)